# Unité urbaine de Saint-Denis-d’Oléron
L'unité urbaine de Saint-Denis-d'Oléron est une unité urbaine française formant une agglomération multicommunale avec les deux communes de Saint-Denis-d'Oléron et de La Brée-les-Bains, dans l'île d'Oléron, située à l'ouest de la Charente-Maritime.

## Données générales
En 2020, l'INSEE a procédé à une redéfinition des zonages des unités urbaines de la France; celle de Saint-Denis-d'Oléron a été créée formant une agglomération multicommunale" associant la commune de La Brée-les-Bains selon la nomenclature de l'Insee qui lui a donnée le code 17101. 
En 2021, avec 2 003 habitants, elle constitue la 41e et dernière unité urbaine de Charente-Maritime et appartient à la catégorie des unités urbaines de 2 000 à 4 999 habitants.
Sa densité de population qui s'élève à 105 hab/km² en 2021 en fait une unité urbaine densément peuplée en Charente-Maritime; étant légèrement supérieure à celle du département qui est de 96 hab/km² en 2021.

## Délimitation de l'unité urbaine de 2020
Unité urbaine de Saint-Denis-d’Oléron dans la délimitation de 2020 et population municipale de 2021
| Commune urbaine      | Superficie | Population | Densité de population | Statut       |
| -------------------- | ---------- | ---------- | --------------------- | ------------ |
| Saint-Denis-d'Oléron | 11,75 km²  | 1 315 hab. | 112 hab/km²           | Ville centre |
| La Brée-les-Bains    | 7,27 km²   | 688 hab.   | 95 hab/km²            |              |

## Sources et références
1. ↑  Composition de l'unité urbaine de Saint-Denis-d’Oléron en 2020 - Source : Insee